# Найда Руслан Анатолійович
Руслан Анатолійович Найда (нар. 25 березня 1969, м. Київ) — український скульптор, графік, письменник.

## Біографічні відомості
Народився в 1969 році в родині військовослужбовця. Перших два роки прожив у Семипалатинську на полігонах ядерних випробувань, степи Казахстану, потім родина переїхала у степи Одещини.
1986—1987 — працював препаратором на кафедрі анатомії Медичного Університету, Київ.
1987 –  1993 — Українська Академія Мистецтв, кафедра скульптури (MFA). Під час навчання в Українській Академії Мистецтв його поглинув вир ренесансних дев'яностих. Кінні та піші краєзнавчі та етнографічні походи, участь у археологічних розкопках Трипільської культури, відродження українського козацтва, кобзарський цех Миколи Будника, створення д/ф «Холодний Яр» (1990-91) — усі ці віхи за плечима Руслана Найди.
Захоплення прадавніми цивілізаціями привело Руслана до США. Подорожуючи Америкою вивчав культури майя, ацтеків та інків. Мав численні виставки скульптури і графіки на тому континенті та в Європі.
Уряд Сполучених Штатів у 1994 році надав художнику статус «митця з надзвичайними здібностями» з правом жити і працювати в країні. Працював у майстерні художнього скла у Нью-Йорку. Автор і виконавець десяти вітражних панно у ірландській церкві у місті Фоллстон (Меріленд, США). Близько десяти років працював в місті Балтимор (Меріленд, США), де створив власний бізнес з реставрації історичних будинків.
З 2005 року — ілюструє видання видавництв «Нова Січ», «Ярославів Вал», «Wostok Verlag» та «Саміт-книга».
Також Руслан Найда створює героїчну скульптуру українського степу зі сталі у стилі неоекспресіонізму, а також козакує. Самовіддано, разом з однодумцями, працює над розвитком козацьких поселень на Подніпров'ї.

## Літературна творчість
- Автор повісті «Редут» (2015) про будні на зимових барикадах Євромайдану 2013-14 рр.;
- Співавтор роману «Балта–Бруклін–Балтимор» (2011) про реалії емігрантського буття;
- Співавтор книги «Козацький роман» (2012), кулінарних бестселерів «Козацька кухня» (2014) та «Козацькі напої, міцні і не дуже» (2018), а також повістей про життя, побут та пригоди сучасних українських козаків «Рейд» (2016), «Росомаха» (2018) та «Повернення».

Книга «Козацька кухня» також була надрукована німецькою у видавництві «Wostok Verlag» і презентована на Лейпцизькому книжковому ярмарку, Німеччина (2014).

## Хронологія творчості
- 1988—1993 — виставки Спілки Художників України.
- 1992 — перша персональна виставка скульптури і графіки, Київ.
- 1988—1993 — участь у археологічних розкопках неолітичних культур.
- 1990—1993 участь у ренесансі 1990-х, козацькі походи, кобзарский цех.
- 1991 — перший меморіал Героям Чорнобиля в Україні, МВС у Києві.
- 1986—1993 — виставки у Польщі, Франції, Швеції, Німеччині.
- 1993 — організатор і учасник виставки «Art at the dawn of civilization…», синтез трипільського мистецтва і робіт сучасних художників, Київ.
- 1993 — «Art at the dawn of civilization…», МВФ, Вашінґтон, США.
- 1993—1995 — виставки в галереях Нью-Йорка, штатів Огайо, Айова, Мічиган (США) та провінції Онтаріо (Канада).
- 1993—1994 — художник в майстерні художнього скла, НьюЙорк, США.
- 1994 — Уряд Сполучених Штатів надає митцю статус «Artist with extraordinary abilities» з правом жити і працювати в країні.
- 1995 — автор меморіальної дошки О. Гончару, Київ.
- 1996 — скульптура «Воїн» придбана музеєм Гіршгорн, Вашінґтон, США, стає частиною постійної колекції галереї «Corcoran». Інсталяція «Кобзар» для Посольства України в США.
- 1997—2002 — м. Балтимор, США, створює компанію з історичної реставрації будинків.
- 2009 — Великий Скульптурний Салон, Київ, меморіальні дошки О. Гончару на Михайлівському Золотоверхому соборі, письменнику Микиті Шумилу (Роліт).
- 2013 — галерея «Leuchtturm», Берлін, Німеччина, персональна виставка.
- 2013 — меморіальна дошка Вілю Гримичу у Києві, Україна.
- 2014 — встановлення паркової скульптури «Войовниця» для Міністерства Фінансів м. Саарбрюкен, Німеччина. Встановлення паркової скульптури «Козак-архитектор Яким Погребняк» для Посольства України у Берліні, Німеччина.
- 2015 — виставка скульптури «East meets West» в Соборі Св. Томаса, Зоест, Німеччина. Виставка в Державному музеї Т. Шевченка, м. Канів, присвячена 25-літтю відродження українського козацтва.
- 2015 — персональна виставка «Terra Cosaccorum» галерея «АВС art», Київ, Україна.
- 2016 — скульптура «Співець прадавнього Епосу» придбана до постійної колекції музею неоекспресіонізму Вільгельма Моргнера у м. Зоест, Німеччина.
- 2017 — встановлення паркової скульптури «Першопроходці» для міста Бінц, Німеччина.
- 2019 — встановлення паркової скульптури «Паломник» для міста Зоест, Німеччина.
- 2021 — встановлення паркової скульптури «Кобзар» для с. Буда, Черкащина, Україна.
- 2021—2022 — персональна виставка «Войовниці Великого Степу», м. Кам'янка, Черкащина, Україна.